# Louise Ritter
Dorothy Louise Ritter (ur. 18 lutego 1958 w Dallas) – amerykańska lekkoatletka, skoczkini wzwyż.
Na igrzyskach olimpijskich w Seulu 30 września 1988 zdobyła złoty medal. Wyrównała wówczas swój rekord życiowy (2,03 m), który ustanowiła 8 lipca 1988 w Austin, rezultat ten do 2010 był rekordem Stanów Zjednoczonych. Na rozgrywanych cztery lata wcześniej igrzyskach olimpijskich w Los Angeles zajęła w finale 8. miejsce.
Ma w swoim dorobku również brązowy medal mistrzostw świata (Helsinki 1983). Do jej osiągnięć należy również złoty medal Igrzysk panamerykańskich (San Juan 1979). Czterokrotnie była mistrzynią Stanów Zjednoczonych na otwartym stadionie (1979, 1983, 1985, 1986) i pięciokrotnie w hali (1979, 1980, 1983, 1988, 1989)